# Taiwanische Klebreiswurst

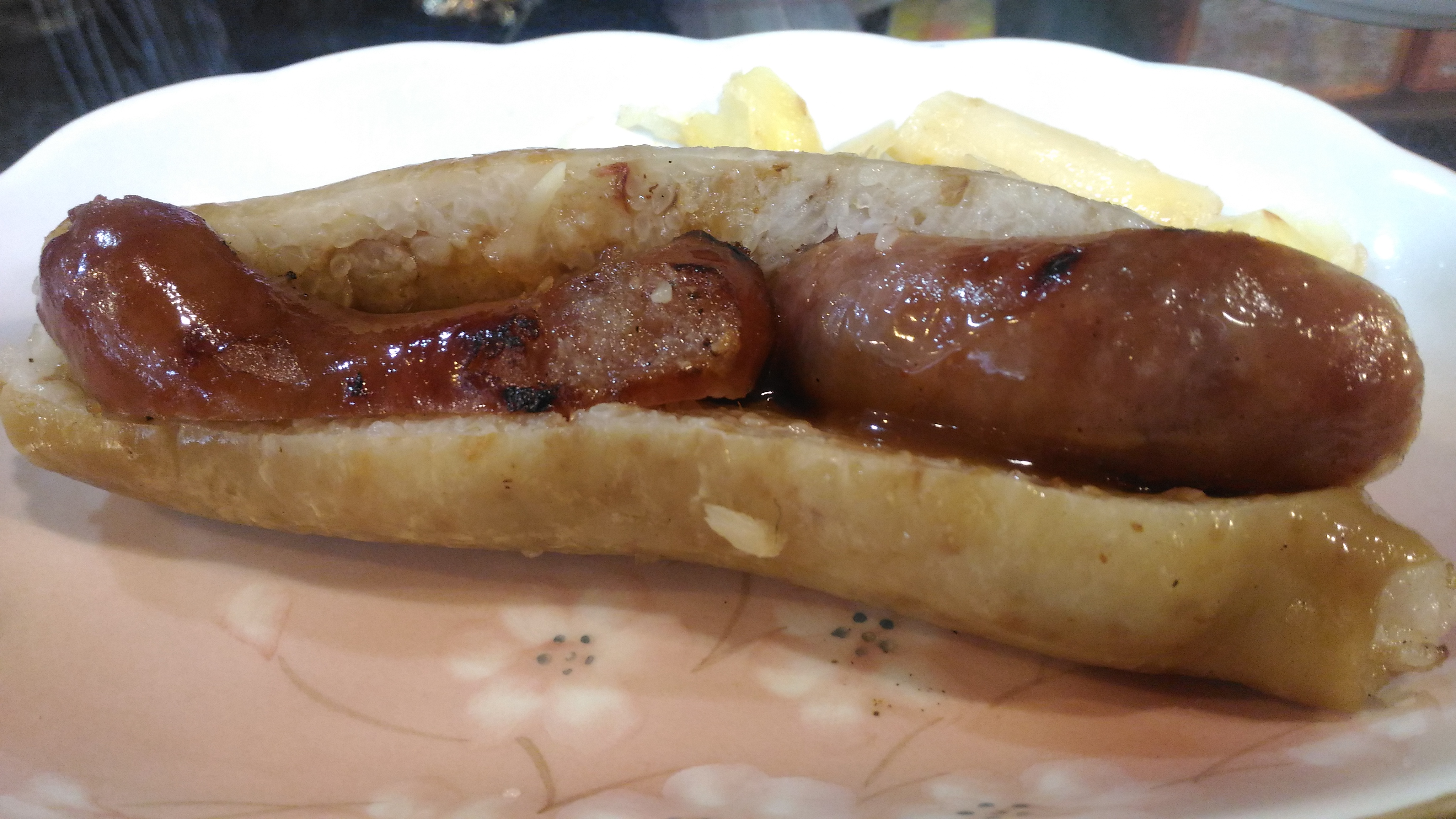
Taiwanische Klebreiswurst

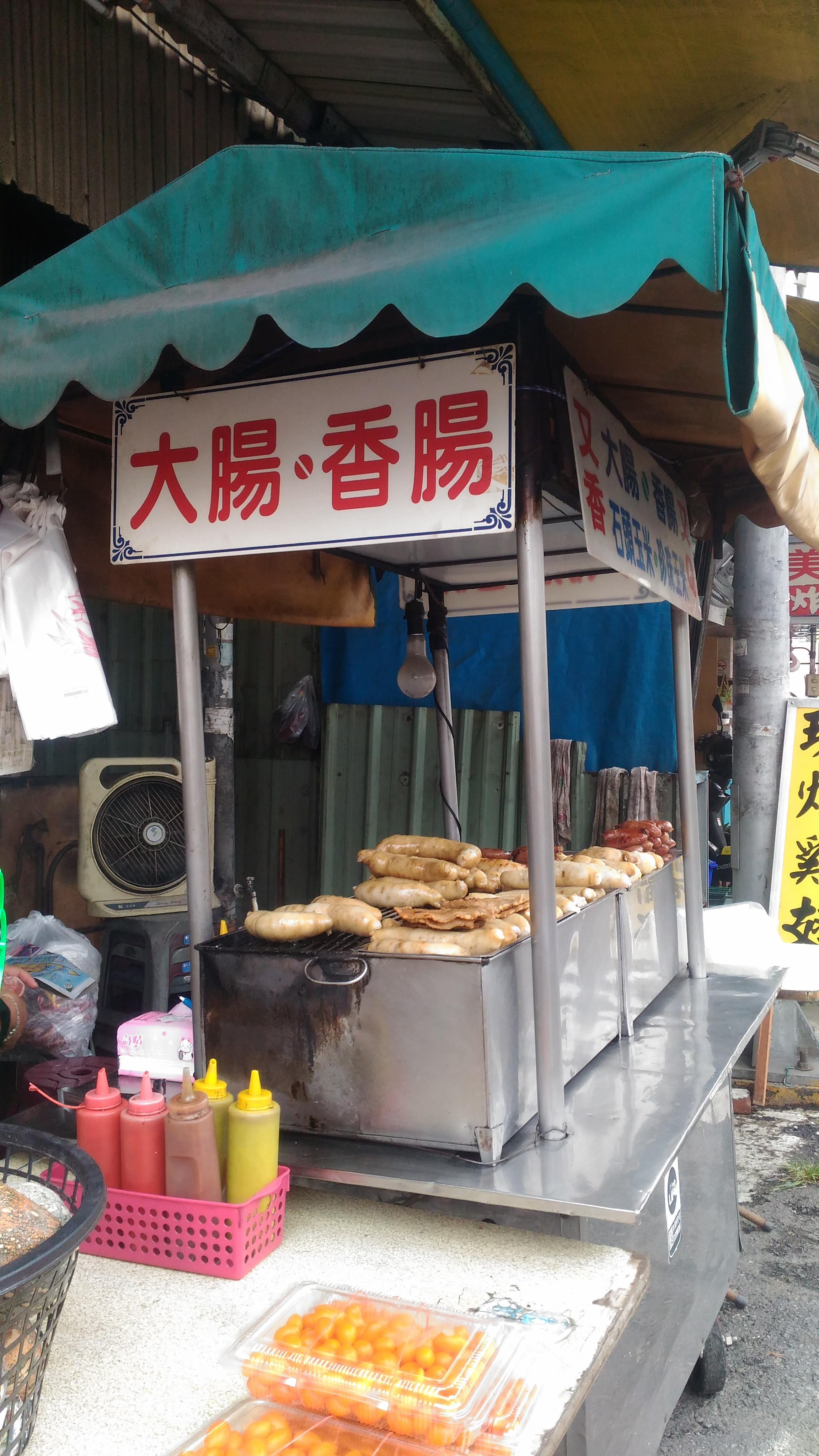
Stand mit Taiwanischer Klebreiswurst

Die Taiwanische Klebreiswurst (chinesisch 大腸包小腸, Pinyin Dà cháng bāo xiăo cháng, Pe̍h-ōe-jī Tōa-tn̂g pau sió-tn̂g, „Kleine Wurst in großer Wurst“) ist ein Gericht, das in Taiwan sehr bekannt ist. Es wird auch „Taiwanischer Hot Dog“ genannt. Anstelle eines Brötchen wird aber eine „Wurst“ aus Klebreis verwendet.

## Zubereitung
Gewürzter Klebreis wird in einen gewaschenen Schweinedarm gefüllt. Die ebenfalls in einen Schweinedarm gefüllte Wurst wird aus Schulterfleisch vom Schwein und fettem Schweinefleisch hergestellt. In der Regel werden der Klebreis und die Wurst getrennt gebraten. Danach werden beide mit Erdnussmehl, Gurke, Petersilie, Sojasoße, Knoblauch, Ingwer und schwarzem Pfeffer angerichtet und gewürzt. Es gibt nun zwei Möglichkeiten der Zubereitung: Bei der ersten Art werden die Wurst und der Reis in kleine Stücke geschnitten, auf einem Teller serviert und üblicherweise mit einer kleinen Gabel verzehrt. Bei der zweiten Zubereitungsart wird die Wurst in den aufgeschnittenen Klebreis gelegt und beides mit der Hand gegessen.

## Herkunft
Die taiwanische Klebreiswurst wurde in Hualien von taiwanischen Hakka erfunden. In den 1990er Jahren wurde das Gericht sehr populär. Vorher aßen die Hakka Klebreis und Wurst getrennt. Das Gericht ist sehr preiswert, daher  wurde es als Snack sehr beliebt.